# Canton de Saint-Benoît-1
Le canton de Saint-Benoît-1 est une circonscription électorale française de l'île de La Réunion, département et région d'outre-mer français de l'océan Indien.

## Histoire
Le canton a été créé par le décret du 28 février 1991 par scission du canton de Saint-Benoît.
Un nouveau découpage territorial de La Réunion entre en vigueur à l'occasion des premières élections départementales suivant le décret du 24 février 2014. Les conseillers départementaux sont, à compter de ces élections, élus au scrutin majoritaire binominal mixte. Les électeurs de chaque canton élisent au Conseil départemental, nouvelle appellation du Conseil général, deux membres de sexe différent, qui se présentent en binôme de candidats. Les conseillers départementaux sont élus pour 6 ans au scrutin binominal majoritaire à deux tours, l'accès au second tour nécessitant 12,5 % des inscrits au 1er tour. En outre la totalité des conseillers départementaux est renouvelée. Ce nouveau mode de scrutin nécessite un redécoupage des cantons dont le nombre est divisé par deux avec arrondi à l'unité impaire supérieure si ce nombre n'est pas entier impair, assorti de conditions de seuils minimaux. À La Réunion, le nombre de cantons passe ainsi de 49 à 25.
Le canton de Saint-Benoît-1 est redécoupé et étendu à la commune de La Plaine-des-Palmistes. Il est entièrement compris dans l'arrondissement de Saint-Benoît. Le bureau centralisateur est situé à Saint-Benoît.

## Représentation

### Représentation avant 2015

#### Conseillers généraux du premier canton de Saint-Benoît (avant 1949)
Le canton de Saint-Benoit avait trois conseillers généraux.
| Période                                  | Période | Identité                                    | Étiquette | Qualité                           |
| ---------------------------------------- | ------- | ------------------------------------------- | --------- | --------------------------------- |
| 1928                                     | 1934    | M. Beurard                                  |           |                                   |
| 1928                                     | 1934    | M. Morange                                  |           |                                   |
| 1928                                     | 1934    | M. Lallemand                                |           | Médecin                           |
| 1934                                     | 1940    | M. Aubert                                   |           |                                   |
| 1934                                     | 1940    | Alexis Champierre de Villeneuve (1906-1946) |           | Maire de Saint-Benoît (1938-1946) |
| 1934                                     | 1940    | Emmanuel Giraud (1887-1944)                 |           | Industriel                        |
| Les données manquantes sont à compléter. |         |                                             |           |                                   |

#### Conseillers généraux de l'ancien canton de Saint-Benoît (1949 à 1992)
| Période                                  | Période | Identité            | Étiquette             | Qualité                                                                                                  |
| ---------------------------------------- | ------- | ------------------- | --------------------- | --- |
| 1958                                     | 1964    | Pierre Lagourgue    | UNR                   | Médecin radiologue à Saint-Denis                                                                         |
| 1964                                     | 1982    | David Moreau        | UNR puis UDR puis RPR | Médecin Maire de Saint-Benoît (1956-1971 et 1977-1983)                                                   |
| 1982                                     | 1992    | Jean-Claude Fruteau | PS                    | Professeur Député Européen (1999-2007) Député (2007-2017) Maire de Saint-Benoît (1983-1999 et 2008-2020) |
| Les données manquantes sont à compléter. |         |                     |                       | |

#### Représentation de 1992 à 2015
| Période | Période | Identité            | Étiquette | Qualité |
| ------- | ------- | ------------------- | --------- | --- |
| 1992    | 2001    | Jean-Claude Fruteau | PS        | Professeur Député Européen (1999-2007) Député (depuis 2007) Maire de Saint-Benoît (1983-1999 et depuis 2008)         |
| 2001    | 2002    | Bertho Audifax      | RPR       | Médecin Député (2002-2007) Maire de Saint-Benoît (2001-2008) Conseiller régional (1986-1992, 1992-1998 et 2001-2002) |
| 2002    | 2008    | Jean-Claude Fruteau | PS        | Député Européen (1999-2007) Député (2007-2017) Maire de Saint-Benoît (1983-1999 et 2008-2020)                        |
| 2008    | 2015    | Daniel Huet         | PS        | Conseiller municipal de Saint-Benoît                                                                                 |

### Représentation depuis 2015
| Période élective | Période élective | Mandat | Mandat           | Identité                       | Nuance | Nuance | Qualité |
| ---------------- | ---------------- | ------ | ---------------- | ------------------------------ | ------ | ------ | --- |
| 2015             | 2021             | 2015   | 2016 (démission) | Marc Luc Boyer                 |        | LR     | Retraité de l'enseignement Maire de La Plaine-des-Palmistes (1989-2008 et depuis 2014) |
| 2015             | 2021             | 2016   | 2021             | Daniel Jean-Baptiste dit Parny |        | LR     | Cadre de santé à la retraite 1er adjoint au maire de La Plaine-des-Palmistes (depuis 2014) |
| 2015             | 2021             | 2015   | 2021             | Sabrina Ramin                  |        | DVD    | Conseillère municipale de Saint-Benoit Vice-présidente du conseil départemental |
| 2021             | 2028             | 2021   | en cours         | Sophie Arzal                   |        | DVG    | Diplômée d'Etudes Supérieures Appliquées (DESA) en ingénierie de formation pour adultes Ancienne adjointe au maire de Bras-Panon (2014-2019), conseillère municipale (opposition) de La Plaine-des-Palmistes depuis 2020, 8ème Vice-Présidente du conseil départemental |
| 2021             | 2028             | 2021   | en cours         | Augustin Cazal                 |        | DVG    | Troisième adjoint au maire de Saint-Benoit |

À l'issue du 1er tour des élections départementales de 2015, deux binômes sont en ballotage : Marc Luc Boyer et Sabrina Ramin (Union de la Droite, 39,12 %) et Daniel Huet et Mélissa Mogalia (PS, 25,59 %). Le taux de participation est de 40,55 % (7 788 votants sur 19 208 inscrits) contre 43,81 % au niveau départemental et 50,17 % au niveau national.
Au second tour, Marc-Luc Boyer et Sabrina Ramin (Union de la Droite) sont élus avec 59,59 % des suffrages exprimés et un taux de participation de 48,96 % (4 951 voix pour 9 398 votants pour 19 195 inscrits).

## Composition

### Composition avant 2015
Lors de sa création en 1991, le canton de Saint-Benoît-1 était constitué de la partie de la commune de Saint-Benoît située au Nord d'une limite ainsi définie : axe de la rue Auguste-de-Villèle, de la place A.-Ramalingom à la déviation de la R.N.2, déviation de la R.N.2, rivière des Marsouins, ravine Bras-Canot, ligne 440, axe de la R.N.3, ligne 440, ravine Sèche, axe du C.D.3, ravine Saint-François jusqu'à la limite communale.

### Composition depuis 2015
| Nom                                  | Code Insee | Intercommunalité                         | Superficie (km2) | Population (dernière pop. légale)                | Densité (hab./km2) | Modifier                                    |
| ------------------------------------ | ---------- | ---------------------------------------- | ---------------- | ------------------------------------------------ | ------------------ | ------------------------------------------- |
| Saint-Benoît (bureau centralisateur) | 97410      | CA Communauté intercommunale Réunion Est | 229,61           | Fraction : 21 323 (2022) Commune : 37 585 (2022) | 164                | modifier les données · modifier les données |
| La Plaine-des-Palmistes              | 97406      | CA Communauté intercommunale Réunion Est | 83,19            | 6 920 (2022)                                     | 83                 | modifier les données · modifier les données |
| Canton de Saint-Benoît-1             | 97407      |                                          |                  | 28 243 (2022)                                    |                    | modifier les données                        |

Le nouveau canton de Saint-Benoît-1 comprend :
1. une commune entière,
2. la partie de Saint-Benoît située à l'ouest d'une ligne définie par l'axe des voies et limites suivantes : depuis la limite territoriale de la commune de la Plaine-des-Palmistes, cours d'eau La Ravine-Sèche, ligne de 4 045 mètres reliant les trois points de longitude et latitude respectives 361207.62/7665784.68, 360044.27/7666624.33 et 362528.96/7667424.19, cours d'eau Bras-La-Vallée (direction Nord-Est), cours d'eau Bras-des-Genêts (direction Ouest), segment de 912 mètres reliant les deux points de longitude et latitude respectives 362763.75/7667794.26 et 362386.61/7668624.21, cours d'eau Ravine-Batardeau (direction Nord-Est), chemin Batardeau (direction Nord-Est), chemin sans nom (direction Nord-Est vers le chemin Millecols), chemin Millecols (direction Nord-Ouest puis Nord), cours d'eau Ravine-Batardeau (direction Nord-Est), cours d'eau Ravine-Bras-Canot (direction Nord-Est) et ses deux embranchements successifs (direction Nord), ligne de 414 mètres reliant les quatre points de longitude et latitude respectives 365706.11/7671743.55, 365855.41/7671543.79, 365905.70/7671588.17 et 365994.26/7671546.22, rue des Poinsetias (direction Sud-Est), route nationale 3 (direction Nord-Est), rue Auguste-de-Villèle, place Antony-Ramalingom, jusqu'au littoral.

## Démographie
En 2022, le canton comptait 28 243 habitants, en évolution de +1,28 % par rapport à 2016 (La Réunion : +3,33 %, France hors Mayotte : +2,11 %).
| 2013   | 2018   | 2022   |
| ------ | ------ | ------ |
| 25 998 | 27 627 | 28 243 |